# Nibea coibor
Nibea coibor és una espècie de peix de la família dels esciènids i de l'ordre dels perciformes.

## Hàbitat
És un peix de clima tropical i demersal.

## Distribució geogràfica
Es troba a l'estuari del riu Ganges, Sri Lanka, Sumatra, les Filipines, la Xina, el Vietnam i Austràlia.

## Observacions
És inofensiu per als humans.